# Hendrik M. Bekker
Hendrik M. Bekker (* 1991 in Lengerich) ist ein deutscher Schriftsteller, der Fantasy, Science-Fiction, Krimis und historische Romane schreibt. Er veröffentlicht auch unter dem Pseudonym Konrad Carisi.

## Leben und Werk
Hendrik M. Bekker schreibt nicht nur eigenständige Fantasy und Science-Fiction, wo er längst eigene Welten erschaffen hat, sondern auch für die Science-Fiction-Reihe Ren Dhark.
Er ist der Sohn des Schriftstellers Alfred Bekker und Mitglied im Phantastik-Autoren-Netzwerk PAN.

## Werke
Romane als Hendrik M. Bekker
- McGrath: Magische Ermittlungen aller Art, Audible Hörbuch, 2013
- Tied is all us'n (Ein Auswanderer-Roman: Die Zeit gehört uns), Uksak E-Books, 2018, ISBN 978-3738912111
- Thronraub (Die Legende von Yranisar, Band 1), beBEYOND, 2019, ISBN 978-3741301193
- Klingenhüter (Die Legende von Yranisar, Band 2), beBEYOND, 2019, ISBN 978-3732563371
- Schicksalsschmied (Die Legende von Yranisar, Band 3), beBEYOND, 2019, ISBN 978-3732563388
- Die Legende von Yranisar – Sammelband, beBEYOND, 2019, ISBN 978-3732571918
- Die Ausgrabung New Yorks, Uksak E-Books, 2019, ISBN 978-3738926019
- Nimrod (gemeinsam mit W. K. Giesa) Uksak E-Books, 2019, ISBN 978-3738932263
- Freunde der Worgun (Ren Dhark – Weg ins Weltall 93, gemeinsam mit Alfred Bekker und Jessica Keppler), HJB, 2020, ISBN 978-3956341465

Werke unter dem Pseudonym Konrad Carisi
- Aus der Welt gefallen, Uksak E-Books, 2019, ISBN 978-3738930672
- Sherlock Holmes und der Meister aus Syracus, BookRix, 2019, ISBN 978-3739684468
- Isabella oder der Schatz im Klavier, Uksak E-Books, 2020, ISBN 978-3738942712